# Česká Čermná
Obec Česká Čermná (německy Böhmisch Tscherma) se nachází v okrese Náchod v Královéhradeckém kraji. Žije zde 507 obyvatel.

## Historie
Česká Čermná měla dlouho název Böhmisch Cerma. První písemná zmínka o vesnici pochází z roku 1448. V roce 1449 jsou doloženi Tamchynové z Doubravic, kteří používali erb jelena a po dobu padesáti let se vesnice nazývala Tamchynova Čermná. Kolem roku 1550 Tamchynové Čermnou opustili a usadili se v Náchodě. Do roku 1848 patřila náchodskému panství, kdy padl feudalismus a Česká Čermná se stala samostatnou obcí a svou svobodu si ponechává až do teď.

## Přírodní poměry
Do jihozápadní části katastrálního území zasahuje přírodní rezervace Peklo u Nového Města nad Metují. Přímo na jižním okraji vesnice leží přírodní památka Louky v České Čermné.

## Doprava
Obec leží na hranici s Polskou republikou a je zde turistický přechod Česká Čermná – Brzozowie.
Z České Čermné vede cyklostezka směrem k rekreační osadě Peklo u Nového Města nad Metují.

## Služby
V obci je základní škola, na které je umístěna památní deska profesora Václava Černého (spisovatele a literárního kritika, který v obci prožil část svého života). Dále je zde mateřská školka, pošta, sokolovna s fotbalovým hřištěm a multifunkční hřiště. Původní mlýn byl postupně přestavěn na turistickou chatu a hotel Peklo.

## Pamětihodnosti
V České Čermné se nachází kaple svatého Václava z 20. století (1941), v níž se každou neděli koná bohoslužba. V roce 2005 byla restaurována.

## Galerie

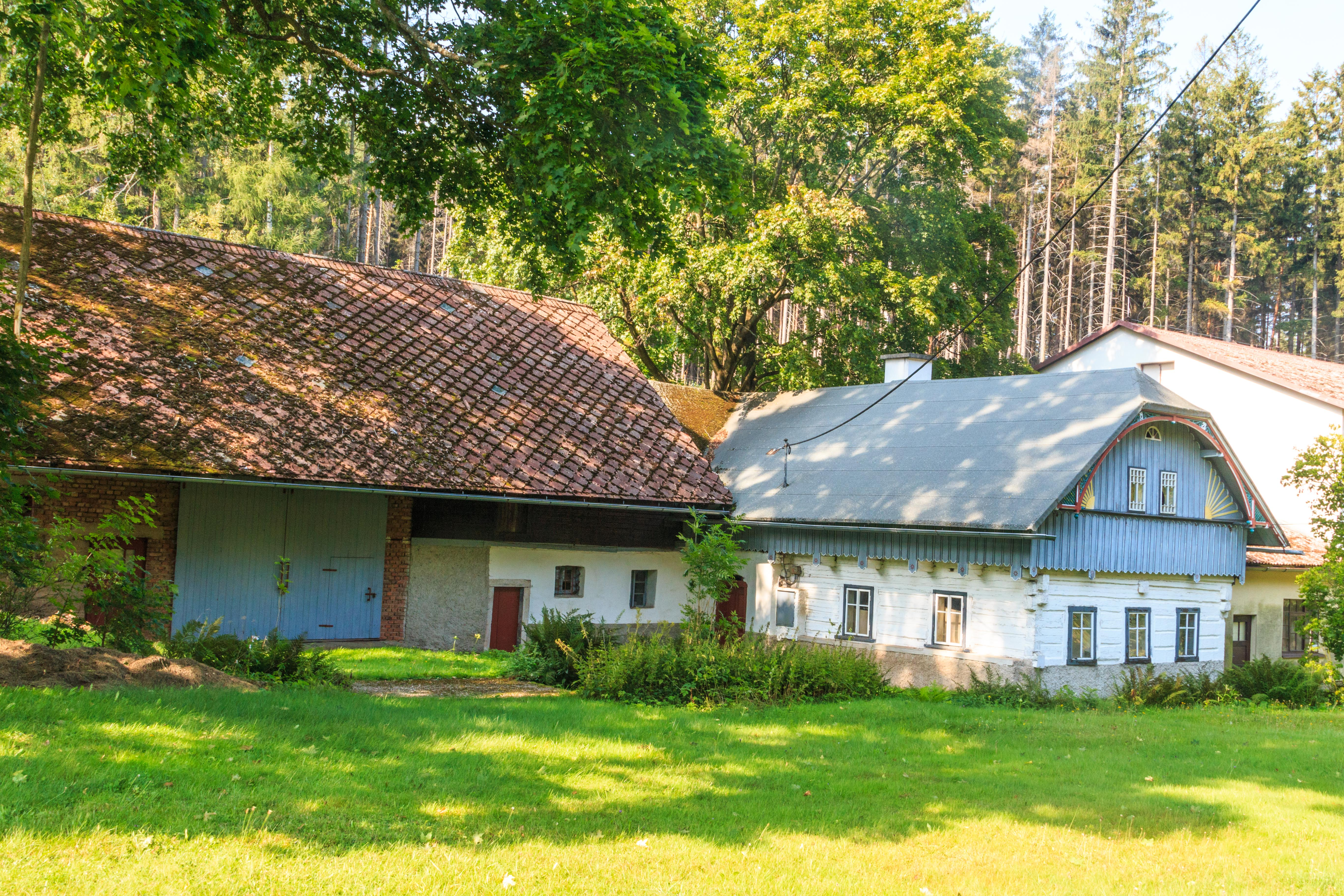
Dům čp. 13
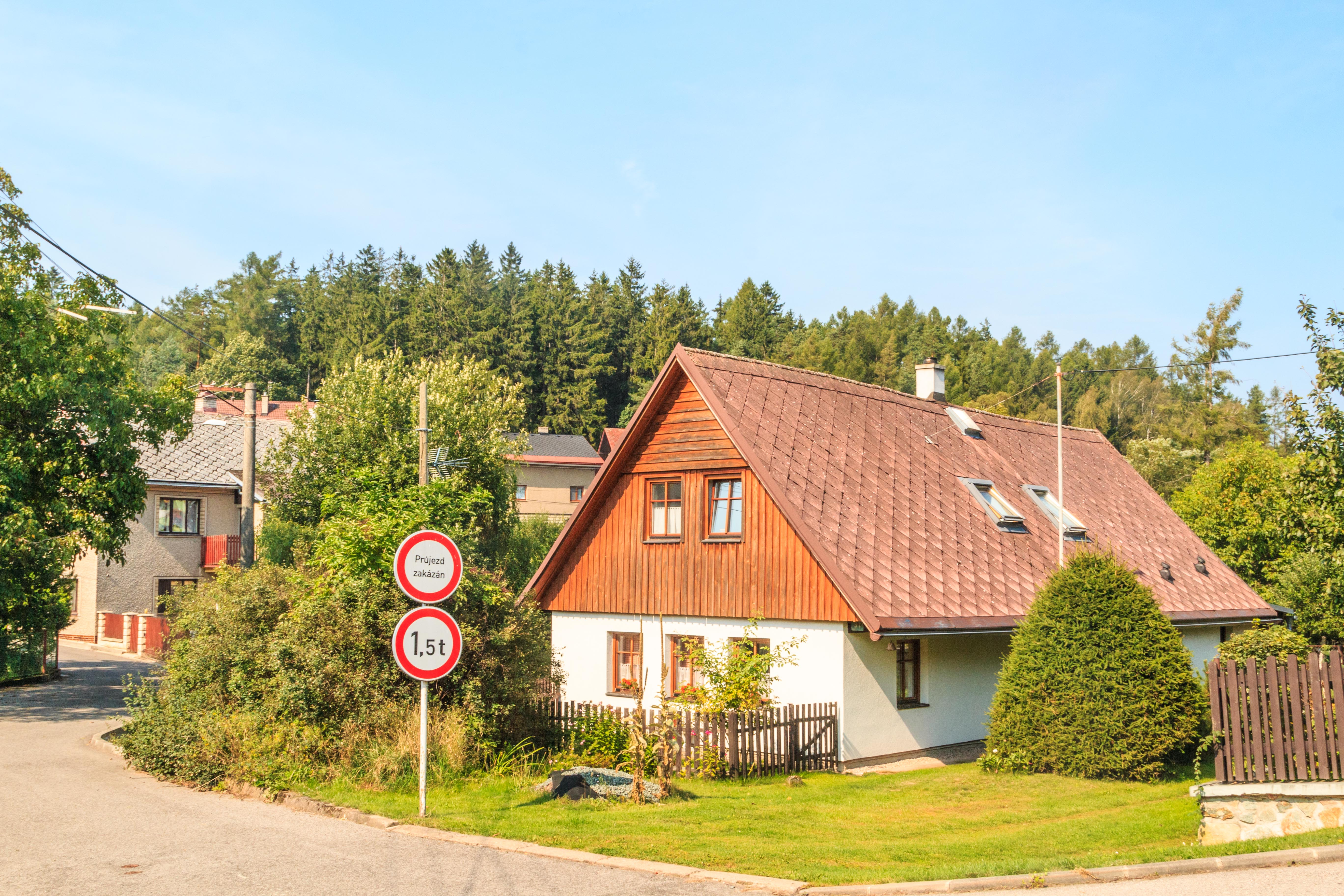
Dům čp. 31
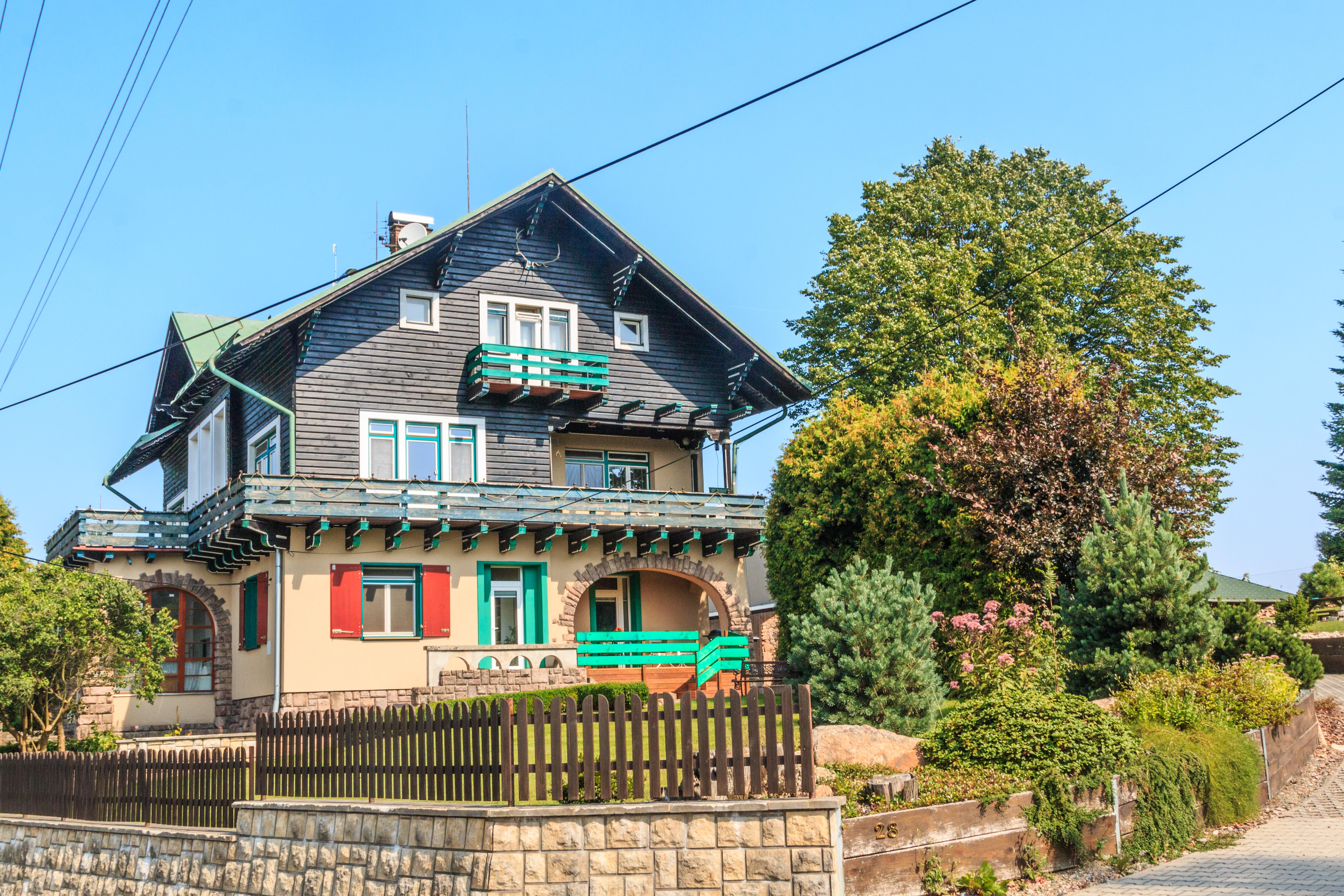
Dům čp. 28
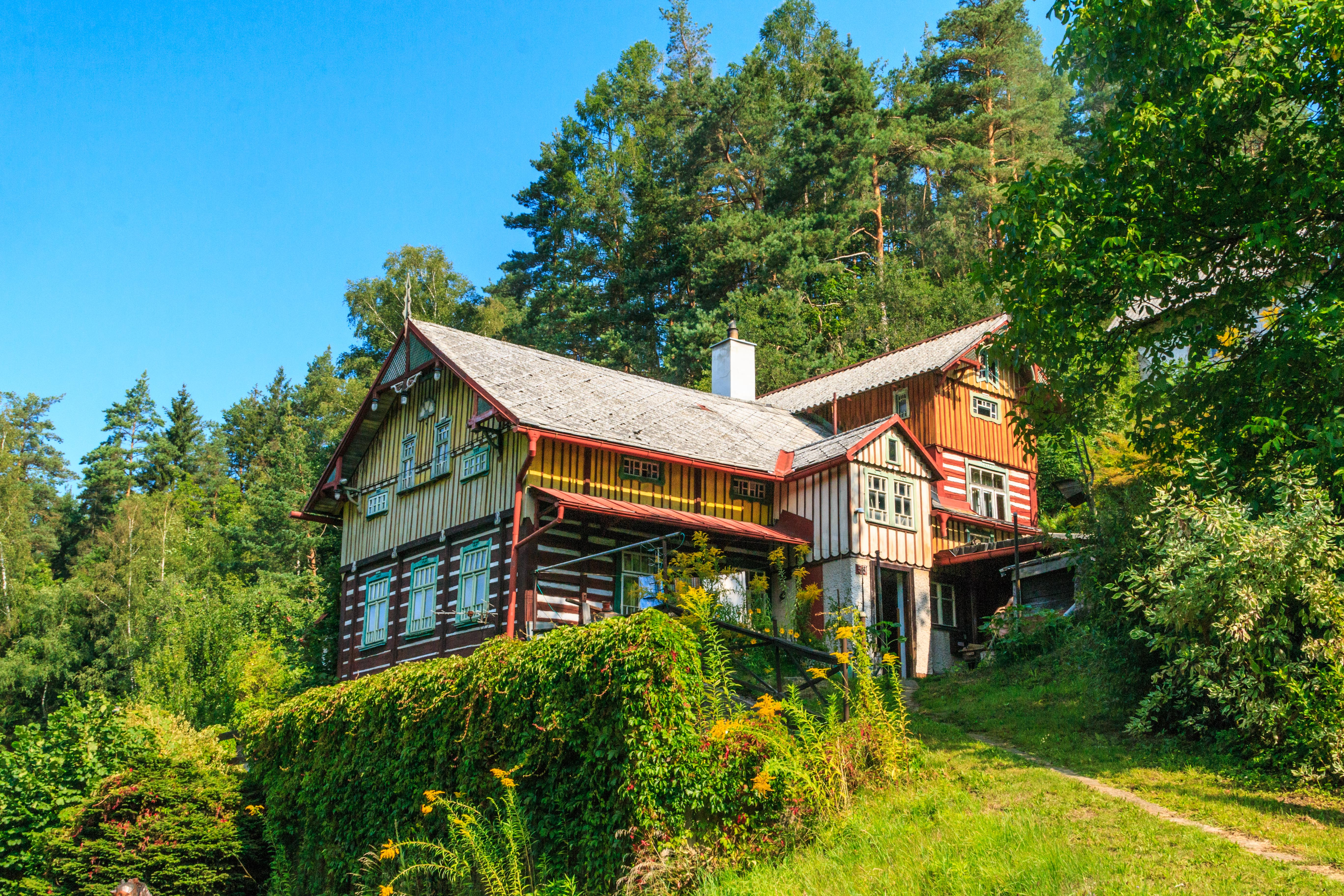
Dům čp. 59
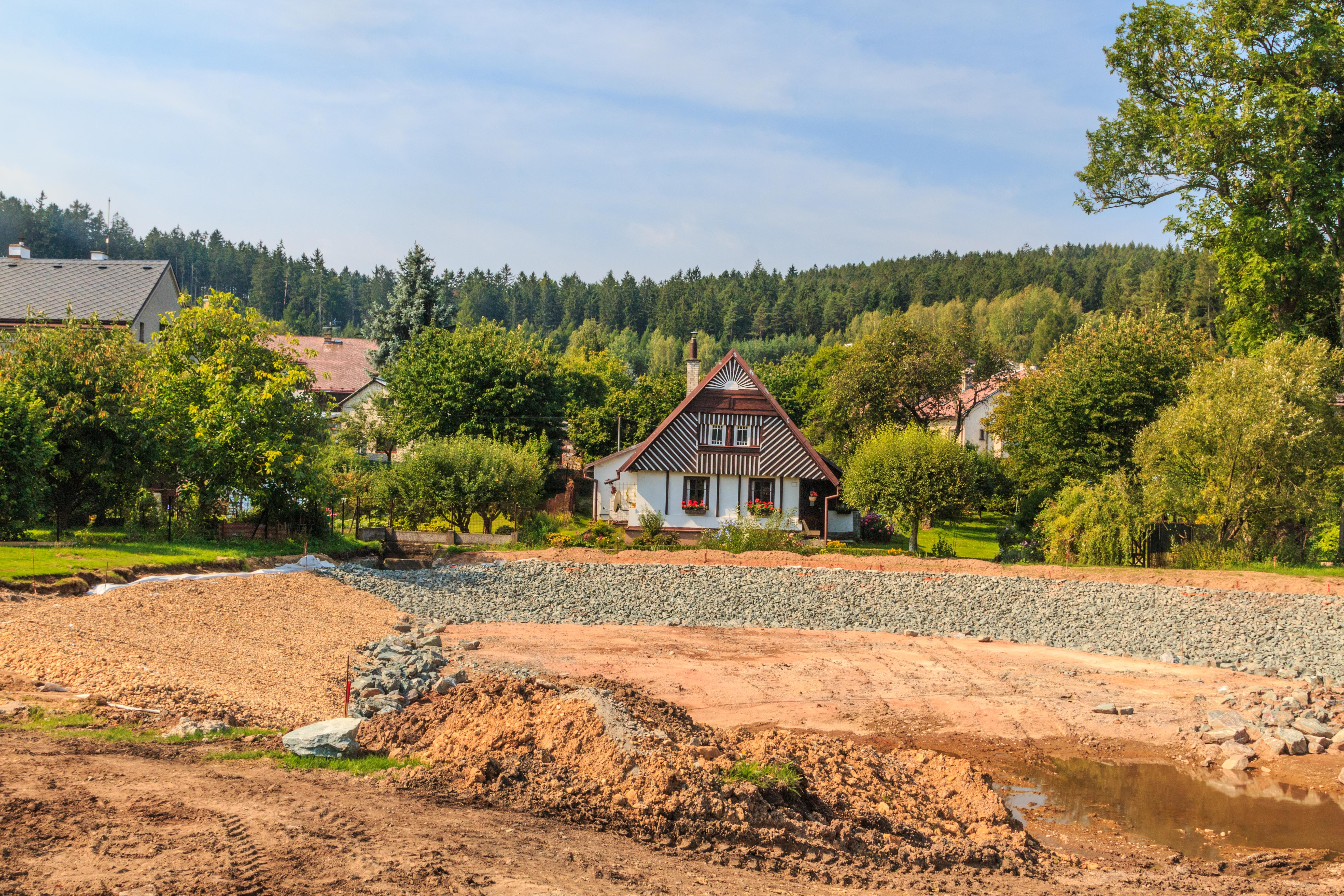
Dům čp. 86
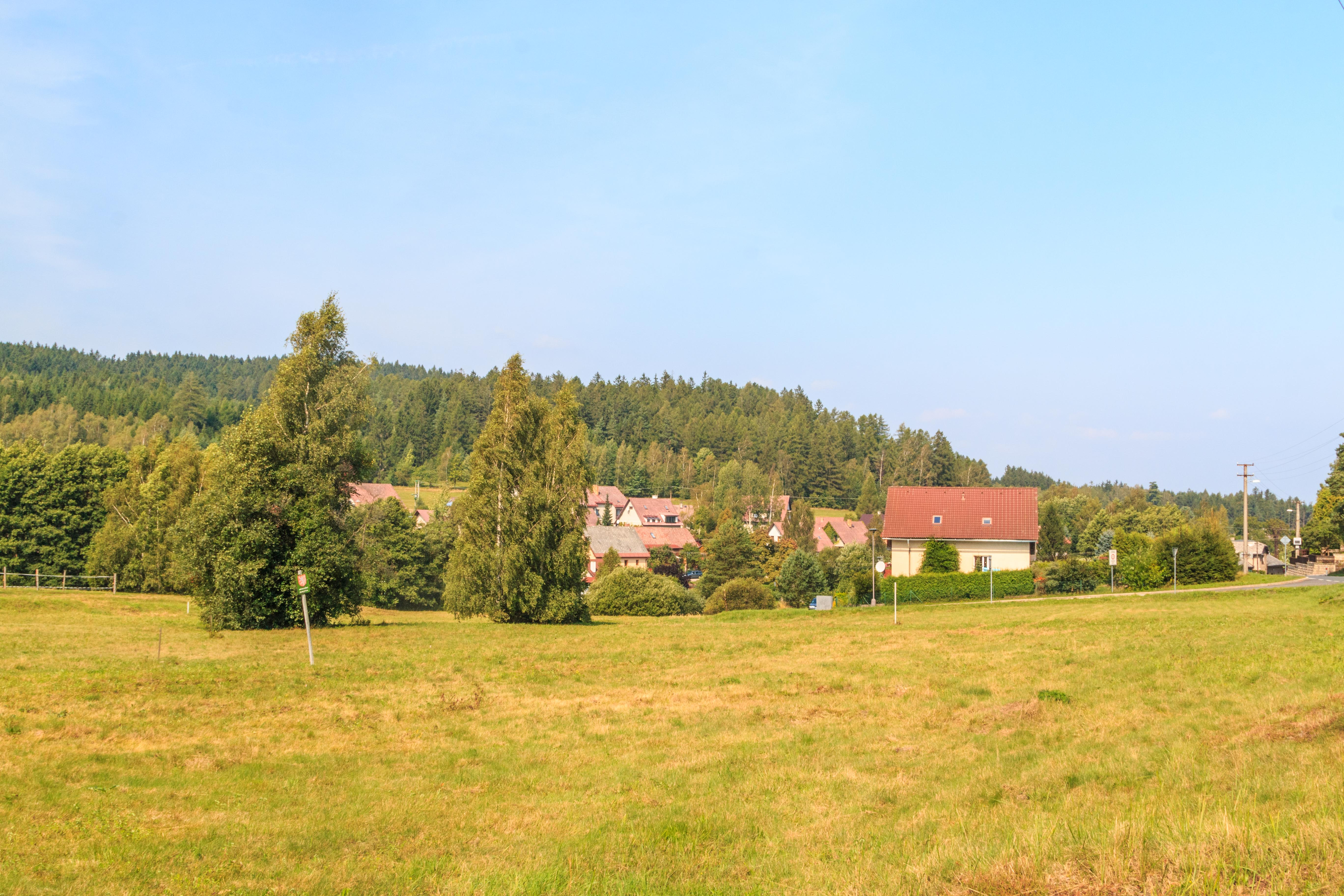
Pohled od hřbitova